# Euphorbia boissieri
Euphorbia boissieri es una especie fanerógama perteneciente a la familia de las euforbiáceas. Es endémica de Madagascar.

## Descripción
Es un arbusto con tallos suculentos que se encuentra en los bosques húmedos a una altitud de 0-499 metros en Madagascar.

## Taxonomía
Euphorbia boissieri fue descrita por Henri Ernest Baillon y publicado en Adansonia 1: 142. 1861.
Etimología
Euphorbia: nombre genérico que deriva del médico griego del rey Juba II de Mauritania (52 a 50 a. C. - 23), Euphorbus, en su honor – o en alusión a su gran vientre –  ya que usaba médicamente Euphorbia resinifera. En 1753 Carlos Linneo asignó el nombre a todo el género.
boissieri: epíteto otorgado en honor del botánico suizo Pierre Edmond Boissier (1810- 1885).
Sinonimia
- Euphorbia bailloni Boiss.
- Euphorbia baillonii Boiss. ex Baill.
- Euphorbia longifolia Baill. ex Boiss.[6]